# Madagunaki, Nargund
Madagunaki là một làng thuộc tehsil Nargund, huyện Gadag, bang Karnataka, Ấn Độ.